# Tocqueville-sur-Eu
Tocqueville-sur-Eu és un municipi francès situat al departament del Sena Marítim i a la regió de Normandia. L'any 2007 tenia 195 habitants.

## Demografia

### Població
El 2007 la població de fet de Tocqueville-sur-Eu era de 195 persones. Hi havia 70 famílies de les quals 12 eren unipersonals (8 homes vivint sols i 4 dones vivint soles), 19 parelles sense fills, 31 parelles amb fills i 8 famílies monoparentals amb fills.
La població ha evolucionat segons el següent gràfic:
Habitants censats

### Habitatges
El 2007 hi havia 77 habitatges, 69 eren l'habitatge principal de la família i 8 eren segones residències. Tots els 75 habitatges eren cases. Dels 69 habitatges principals, 54 estaven ocupats pels seus propietaris, 11 estaven llogats i ocupats pels llogaters i 3 estaven cedits a títol gratuït; 9 tenien tres cambres, 18 en tenien quatre i 42 en tenien cinc o més. 59 habitatges disposaven pel capbaix d'una plaça de pàrquing. A 31 habitatges hi havia un automòbil i a 33 n'hi havia dos o més.

### Piràmide de població
La piràmide de població per edats i sexe el 2009 era:
| Homes | Edats   | Dones |
| ----- | ------- | ----- |
| 0     | 95 o +  | 0     |
| 0     | 90 a 94 | 0     |
| 0     | 85 a 89 | 0     |
| 0     | 80 a 84 | 0     |
| 8     | 75 a 79 | 8     |
| 0     | 70 a 74 | 4     |
| 0     | 65 a 69 | 4     |
| 0     | 60 a 64 | 4     |
| 4     | 55 a 59 | 0     |
| 12    | 50 a 54 | 4     |
| 4     | 45 a 49 | 4     |
| 4     | 40 a 44 | 0     |
| 4     | 35 a 39 | 8     |
| 12    | 30 a 34 | 8     |
| 4     | 25 a 29 | 0     |
| 12    | 20 a 24 | 4     |
| 0     | 15 a 19 | 0     |
| 4     | 10 a 14 | 0     |
| 4     | 5 a 9   | 12    |
| 8     | 0 a 4   | 4     |

## Economia
El 2007 la població en edat de treballar era de 126 persones, 93 eren actives i 33 eren inactives. De les 93 persones actives 88 estaven ocupades (45 homes i 43 dones) i 5 estaven aturades (3 homes i 2 dones). De les 33 persones inactives 12 estaven jubilades, 9 estaven estudiant i 12 estaven classificades com a «altres inactius».

### Ingressos
El 2009 a Tocqueville-sur-Eu hi havia 71 unitats fiscals que integraven 205 persones, la mediana anual d'ingressos fiscals per persona era de 14.611 €.

### Activitats econòmiques
L'any 2000 a Tocqueville-sur-Eu hi havia 7 explotacions agrícoles.

## Poblacions més properes
El següent diagrama mostra les poblacions més properes.